# Into the Ring
Into the Ring is de eerste aflevering van de televisieserie Daredevil. De aflevering werd geregisseerd door Phil Abraham en geschreven door Drew Goddard.

## Verhaal
In zijn jeugd raakte Matt Murdock betrokken bij een verkeersongeluk. Door het incident kwam hij in contact met een gevaarlijke vloeistof, die ervoor zorgde dat hij blind raakte en zijn overige zintuigen versterkt werden. Hij werd opgevoed en verzorgd door zijn alleenstaande vader, een bokser die hoopte dat zijn zoon goed studeerde en ooit een diploma zou halen.
Inmiddels is de volwassen Matt een jurist die 's nachts gemaskerd door de straten van Hell's Kitchen doolt om misdaad te bestrijden. Zo rolt hij op een nacht een bende Russische mensenhandelaars op die op het punt staan enkele vrouwen in een container op te sluiten. Overdag richt hij met zijn partner en boezemvriend Foggy Nelson zijn eigen advocatenkantoor op. Via de bevriende politieagent Brett Mahoney krijgen ze hun eerste zaak te pakken. De twee moeten Karen Page verdedigen, een jonge secretaresse die met het moordwapen in haar hand werd teruggevonden naast het lijk van haar collega van Union Allied Construction. Omdat Matt aan het ritme van haar hartslag kan horen dat ze onschuldig is, besluit hij haar te helpen, hoewel ze geen geld heeft om twee advocaten te betalen.
James Wesley is de rechterhand van een machtige misdaadbaas wiens naam niet mag uitgesproken worden. Hij koopt een politieagent om die Karen in haar cel moet vermoorden. De agent faalt echter in zijn opdracht, waardoor Karen aan de dood ontsnapt. De volgende dag zorgen Matt en Foggy dat ze in afwachting van haar proces vrijkomt. In hun kantoor onthult ze dat ze via een computerbestand ontdekte dat haar werkgever, Union Allied Construction, sjoemelde met pensioenfondsen. Ze lichtte haar collega Daniel Fisher in die niet veel later dood werd teruggevonden in haar appartement. Wat Karen niet zegt, is dat ze het waardevolle computerbestand nog steeds in haar bezit heeft. Matt voelt echter aan dat ze liegt over het computerbestand en besluit haar 's nachts te volgen wanneer ze stiekem terugkeert naar haar appartement.
Op een bouwwerf van Union Allied Construction komen James Wesley, Leland Owlsley, Madame Gao, Nobu en de Russische broers Vladimir en Anatoly samen om hun problemen te bespreken. De vijf partijen maken zich zorgen over hun gedeelde misdaadplannen. De handlangers van de Russische broers worden immers lastiggevallen door een gemaskerde man. Daarnaast dreigt ook de fraude van Union Allied Construction door de mislukte moordpoging op Karen aan het licht te komen. Wesley, die in naam van zijn afwezige baas spreekt, verzekert hen dat alles in orde komt.
Op hetzelfde ogenblik wordt Karen in haar appartement aangevallen door Rance, een handlanger van Wesley. De man steelt haar USB-stick met het computerbestand van Union Allied Construction. Wanneer hij haar vervolgens wil vermoorden, wordt hij tegengehouden door Matt, die opnieuw zijn zwart masker heeft aangetrokken. Na een lange en bloederige strijd weet Matt de man te overmeesteren. Hij levert de overmeesterde Rance samen met de USB-stick af aan de redactie van The New York Bulletin. De volgende dag is het corruptieschandaal van Union Allied Construction voorpaginanieuws in de krant.
Wesley grijpt in door de moord op Karens collega in de schoenen te schuiven van Rance. McClintock, Karens vroegere baas, krijgt de schuld van het corruptieschandaal van Union Allied Construction. Zowel McClintock als de agent die Karen probeerde te vermoorden, zullen later dood teruggevonden worden. Ook Karen zelf gaat verder met haar leven. Omdat ze geen geld heeft om Foggy en Matt te betalen, besluit ze haar schuld af te lossen door hun secretaresse te worden.
Terwijl Matt zich 's avonds in de oude gym van zijn vader terugtrekt, Nobu mysterieuze bouwplannen van Hell's Kitchen inspecteert en Gao toezicht houdt in een magazijn waar drugs bereid worden door blinde handlangers, krijgt de bende van de Russische broers nieuwe wapens om zich te beschermen tegen de gemaskerde man. Vervolgens slaan de Russen een onschuldige man in elkaar en ontvoeren ze zijn zoon.

## Cast
- Charlie Cox – Matt Murdock / Daredevil
- Deborah Ann Woll – Karen Page
- Elden Henson – Foggy Nelson
- Toby Leonard Moore – James Wesley
- Bob Gunton – Leland Owlsley
- Peter Shinkoda – Nobu
- Wai Ching Ho – Madame Gao
- Nikolai Nikolaeff – Vladimir Ranskahov
- Gideon Emery – Anatoly Ranskahov
- John Patrick Hayden – Jack Murdock
- Skylar Gaertner – jonge Matt Murdock

## Titelverklaring
Into the Ring verwijst naar Matts vader Jack, die een bokser was. Daarnaast kan de titel ook geïnterpreteerd worden als een metafoor voor Matts intentie om voortaan het heft in eigen hand te nemen en Hell's Kitchen te beschermen. Aan het einde van de aflevering is te zien hoe Matt ter voorbereiding op zijn leven als gemaskerde misdaadbestrijder tegen een bokszak slaat in Fogwell's Gym, de vroegere trainingsplaats van zijn vader.

## Verwijzingen naar andere Marvel-verhalen
- Karen Page legt in de aflevering uit dat haar werkgever Union Allied Construction veel geld verdient met de wederopbouw van New York. Dit is een duidelijke verwijzing naar de "Battle of New York", de grote alien-invasie die in The Avengers (2012) aan bod kwam, en wijst er dus op dat de serie zich afspeelt na de gebeurtenissen uit The Avengers. Ook wanneer Matt en Foggy op zoek gaan naar een kantoorruimte wordt de Battle of New York vermeld.
- Het eenvoudige, zwarte kostuum van Daredevil is een verwijzing naar de stripreeks Daredevil: Man Without Fear (1993) van John Romita, Jr. en Frank Miller.